# 21580 Portalatin
21580 Portalatin este un asteroid din centura principală de asteroizi.

## Descriere
21580 Portalatin este un asteroid din centura principală de asteroizi. A fost descoperit pe 17 septembrie 1998 la Stația Anderson Mesa în cadrul programului LONEOS. Asteroidul prezintă o orbită caracterizată de o semiaxă mare de 2,90 ua, o excentricitate de 0,06 și o înclinație de 3,0° în raport cu ecliptica.